# Mountain Park, Oklahoma
Mountain Park är en ort i Kiowa County i delstaten Oklahoma, USA.